# Рязанский переулок (Москва)
Ряза́нский переу́лок — улица в центре Москвы в Красносельском районе между Рязанским проездом и Басманным переулком.

## История
Впервые упоминается в первой половине XVIII века как Средний Капитанский переулок, был назван так по расположению в Капитанской слободе. С начала XIX века был известен как Жеребцовский переулок — по фамилии домовладельца 1780 года Гаврилы Алексеевича Жеребцова. Современное название дано в 1955 году по соседнему Рязанскому проезду. Первоначально переулок проходил от Каланчёвской улицы, после прокладки железнодорожной линии он был разорван, и участок, примыкавший к Каланчёвской улице, стал называться Жеребцовским тупиком. Позднее тупик был упразднён, частично сохранившись в виде безымянного проезда.

## Описание
Рязанский переулок начинается от Рязанского проезда вблизи железнодорожной Алексеевской соединительной линии (перегон «Каланчёвская»—«Москва-Курская») и проходит на восток до Басманного переулка.
8 февраля 2016 г. двустороннее движение заменено односторонним.

## Здания и сооружения

### Нечётная сторона
- № 3/8 (угол с Рязанским проездом) — издательско-полиграфический центр «Дортранспечать»; издательство «Культура и традиции».
- № 13 — автостанция «Сплайн-транс» (до 2015 года).
- № 13, стр. 11 — административное здание 1920—1930-х годов[2].

### Чётная сторона
- № 2 (также № 9, стр. 6 и № 9, стр. 4 по Новой Басманной улице) — дома, относившиеся к городской усадьбе XVIII—XIX веков. Строение 4 — северная богадельня[3].
- № 6 — бывший дом при церкви апостолов Петра и Павла на Новой Басманной. Первые 2 этажа были построены в 1896 году. В советские годы дом стал жилым, в 1948 году был надстроен двумя этажами.

## Транспорт
По переулку не проходят маршруты общественного транспорта. Ближайшие маршруты следуют по Новорязанской улице (автобусы т22, т88, 40, троллейбус Т) и по Новой Басманной улице (автобус т24). Также вблизи переулка расположен Казанский вокзал.